# Böklunder Fleisch- und Wurstwaren
Koordinaten: 54° 36′ 11,7″ N, 9° 35′ 11,9″ O
Die Böklunder Fleisch- und Wurstwaren GmbH & Co. KG ist ein deutscher Nahrungsmittelhersteller mit Sitz in Böklund in Schleswig-Holstein. Das Unternehmen gehört zur Zur-Mühlen-Gruppe, einer Zwischenholding der Tönnies Holding.

## Geschichte

### Gründung und Kriegsjahre
August Christophersen (1874–1952), der sich seit 1925 mit Fleischhandel beschäftigt hatte, gründete 1934 die Konservenfabrik Böklund, in der sein Sohn Hans Christophersen (1910–1989) als Kaufmann mitarbeitete. Der Betrieb in Böklund, der 1941 kriegsbedingt aus personellen Gründen stillgelegt worden war, wurde ab 1946 neu wieder aufgebaut und als „Angler Feinkost- und Konservenfabrik“ geführt. Da die Fabrik mit der Verarbeitung der zugeteilten Fleischmengen nicht ausgelastet war, betrieb man in Böklund und Satrup Volksküchen.

### Entwicklung ab 1950
Hans Christophersen wurde 1950 Geschäftsführer und alleiniger Gesellschafter der Böklunder Konservenfabrik, in der Aktiengesellschaft ab 1963 Vorstandsmitglied. Er war nicht nur Betriebschef, sondern auch sein eigener Verkaufsleiter, der anfangs persönlich auf Reisen ging, um den Markt für „Böklunder“ Erzeugnisse zu erobern. Seit 1950 entwickelte sich das Böklunder Werk zu einer Spezialfabrik für Würstchen.
Bald fasste man den Entschluss, Würstchen in Gläsern in den Handel zu bringen, damit Verbraucher sehen konnten, was gekauft wird; diese Idee sollte sich als größter geschäftlicher Wurf in der Betriebsgeschichte erweisen. Christophersen führte als erster in Deutschland die weitgehend automatische Fertigung von Würstchen ein. Dazu kaufte er in den USA eine Anlage, mit der täglich bis zu 35.000 Würstchen hergestellt werden konnten.
Böklunder ging als erste deutsche Fleischwarenfabrik bereits in den 1960er Jahren in die Fernsehwerbung. Unter dem Slogan „Böklunder, das Würstchen vom Lande“ wurde eine Serie von Werbespots gedreht und gesendet. Dies bedeutete somit eine hohe Markenbekanntheit.
Anfang der 1960er Jahre hatte sich die Marke „Böklunder“ endgültig am Markt durchgesetzt und die Position des Marktführers bei Würstchen in Deutschland erreicht. Der Umsatz stieg innerhalb der Jahre 1958 bis 1963 um das Dreifache auf 35 Millionen DM und die Belegschaft zählte 250 Mitarbeiter – 1947 hatte man mit 15 angefangen.

### 1970: Verkauf an den dänischen Konzern Plumrose
Mit dem Verkauf aller Geschäftsanteile zum April 1970 ging das Familienunternehmen in das Eigentum des dänischen Konzerns Plumrose über. Im Mai 1971 wurde das Unternehmen in Böklunder Plumrose GmbH & Co. KG umbenannt.

### 1998: Verkauf an die Zur-Mühlen-Gruppe und später Tönnies
1998 erwarb die Zur-Mühlen-Gruppe Böklunder Plumrose. In den Folgejahren erwarb Clemens Tönnies persönlich eine Mehrheitsbeteiligung an der Zur-Mühlen-Gruppe und war ab 2014 Alleininhaber. Zum 1. Januar 2018 wurde die Zur-Mühlen-Gruppe durch die Tönnies-Unternehmensgruppe übernommen.

### 2014: Kartellstrafe
2014 verhängte das Bundeskartellamt gegen 21 Wursthersteller, darunter Böklunder Plumrose, eine Gesamtstrafe von 338,5 Mio. Euro wegen der illegalen Preisabsprachen (sog. Wurstkartell). Daraufhin übertrug die zur-Mühlen-Gruppe die Aktivitäten von Böklunder auf andere Gesellschaften der Zur-Mühlen-Gruppe. Die Ursprungsgesellschaft wurde gelöscht, womit es für die Bußgeldbescheide keinen Adressaten mehr gab. Dieser wirkungsvolle Trick ist als Wurstlücke bekannt geworden.
Von 2014 bis 2016 wurde der Teilbetrieb Wurstwarenproduktion in der Firma Böklunder Wurstfabrikation GmbH & Co. KG ausgelagert.

## Kennzahlen
Heute gehört das Unternehmen zu den führenden Herstellern im deutschen Wurstmarkt. Beschäftigt werden (Stand 2020) 1600 Mitarbeiter. Die Produkte umfassen ein breites Spektrum an Fleisch- und Wurstwaren in verschiedenen Geschmacksrichtungen, die in Gläsern, Dosen oder SB-Frischepackungen angeboten werden. Neben den klassischen Böklunder Würstchen in vielen Varianten beinhaltet das Sortiment auch Brat- und Grillwürste, Aufschnittpackungen, portionsweise abgepackte Schinken-, Rohwurst-, Kochwurst- und Convenience-Artikel jeglicher Art.

## Standorte

### Werk Böklund

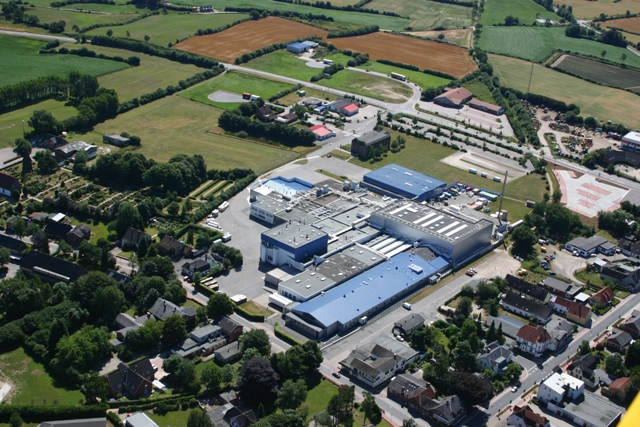
Hauptwerk in Böklund

Produktionsschwerpunkte:
- Würstchenkonserven
- Wurstaufschnitt
- Convenience Food
- Bratwurst

### Technologiezentrum Satrup

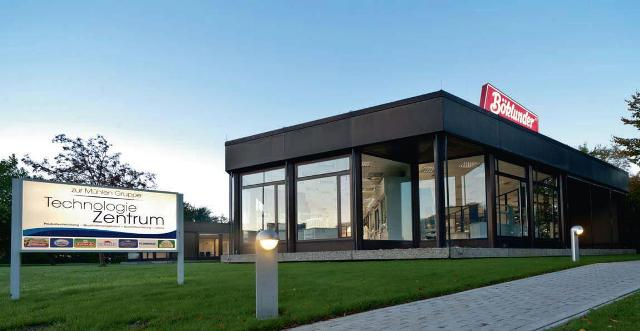
Technologiezentrum in Satrup, Mittelangeln

Mit einem eigenen Technologiezentrum wird das Qualitätsmanagement zentral gesteuert, wobei  Produktentwicklung und Qualitätssicherung unter einem Dach arbeiten. Das Technologiezentrum in Satrup ist mit Technik für Mikrobiologie, Chemie und Sensorik ausgestattet.